# Gertrude Olmstead
Gertrude Olmstead, o Gertrude Olmsted (Chicago, 13 novembre 1897 – Beverly Hills, 18 gennaio 1975), è stata un'attrice statunitense che lavorò nel cinema muto. Tra il 1920 e il 1929, anno del suo ritiro dallo schermo, apparve in una sessantina di film.

## Biografia
Nata a Chicago, iniziò la sua carriera cinematografica negli anni venti. Debuttò in Fuori combattimento, un western di Albert Russell interpretato accanto al popolare Hoot Gibson, con cui girò numerosi film nel 1921.
Uno dei suoi ruoli più conosciuti è quello in Cobra (1925), in cui, giovane segretaria e brava ragazza, fa innamorare di sé Rodolfo Valentino.
Dal 1925 interpretò quasi sempre ruoli da protagonista. All'avvento del sonoro, la sua carriera subì un arresto. Il suo ultimo film uscì nel 1929.

## Vita privata
Nel 1926 sposò il regista Robert Z. Leonard, anche lui nativo di Chicago, che era stato precedentemente sposato con la famosa attrice Mae Murray. Il loro fu un matrimonio felice che durò 42 anni, fino alla morte di lui nel 1968.
Dopo la scomparsa di Leonard, l'attrice rimase a vivere a Los Angeles. Morì il 18 gennaio 1975 a Beverly Hills. Venne sepolta accanto al marito al Forest Lawn Memorial Park di Glendale (Los Angeles).

## Filmografia
- Tipped Off, regia di Albert Russell - cortometraggio (1920)
- The Driftin' Kid, regia di Albert Russell - cortometraggio (1921)
- Sweet Revenge, regia di Edward Laemmle - cortometraggio (1921)
- Kickaroo, regia di Albert Russell - cortometraggio (1921)
- The Fightin' Fury, regia di Hoot Gibson - cortometraggio (1921)
- Out o' Luck, regia di Hoot Gibson - cortometraggio (1921)
- The Big Adventure, regia di B. Reeves Eason (1921)
- The Fighting Lover, regia di Fred LeRoy Granville (1921)
- The Fox, regia di Robert Thornby (1921)
- Shadows of Conscience, regia di John P. McCarthy (1921)
- Westward Whoa!, regia di Craig Hutchinson (1922)
- The Phantom Terror, regia di William James Craft (1922)
- The Scrapper, regia di Hobart Henley  (1922)
- A Blue-Jacket's Honor, regia di William James Craft (1922)
- The Adventures of Robinson Crusoe, regia di Robert F. Hill (1922)
- The Loaded Door, regia di Harry A. Pollard (1922)
- Fighting Blood, regia di Malcolm St. Clair (1923)
- One of Three, regia di Duke Worne (1923)
- God's Law, regia di Duke Worne (1923)
- The Guilty Hand, regia di Duke Worne (1923)
- Hard to Beat, regia di Duke Worne (1923)
- Better Than Gold, regia di Duke Worne (1923)
- Trilby, regia di James Young (1923)
- Ladro d'amore (Cameo Kirby), regia di John Ford (1923)
- George Washington, Jr., regia di Malcolm St. Clair (1924)
- Ladies to Board, regia di John G. Blystone (1924)
- A Girl of the Limberlost, regia di James Leo Meehan (1924)
- Babbitt, regia di Harry Beaumont (1924)
- Lovers' Lane, regia di William Beaudine e Phil Rosen (1924)
- Empty Hands, regia di Victor Fleming (1924)
- Life's Greatest Game, regia di Emory Johnson (1924)
- The Monster, regia di Roland West  (1925)
- California Straight Ahead, regia di Harry A. Pollard (1925)
- Time, the Comedian, regia di Robert Z. Leonard (1925)
- Cobra, regia di Joseph Henabery (1925)
- Sweet Adeline, regia di Jerome Storm (1926)
- Il torrente (Torrent), regia di (non accreditato) Monta Bell  (1926)
- Monte Carlo, regia di Christy Cabanne (1926)
- The Boob, regia di William A. Wellman  (1926)
- Puppets, regia di George Archainbaud (1926)
- The Cheerful Fraud di William A. Seiter (1926)
- Mr. Wu di William Nigh  (1927)
- The Callahans and the Murphys di George W. Hill (1927)
- Becky di John P. McCarthy (1927)
- Buttons di George W. Hill (1927)
- The Cheer Leader di Alan James (1928)
- Una donna contro il mondo (A Woman Against the World), regia di George Archainbaud (1928)
- Sporting Goods, regia di Malcolm St. Clair (1928)
- Bringing Up Father, regia di Jack Conway (1928)
- Green Grass Widows, regia di Alfred Raboch (1928)
- Hit of the Show, regia di Ralph Ince (1928)
- Midnight Life, regia di Joseph Boyle e Scott R. Dunlap (1928)
- Sweet Sixteen, regia di Scott Pembroke (1928)
- Passion Song, regia di Harry O. Hoyt (1928)
- Hey Rube!, regia di George B. Seitz  (1928)
- The Lone Wolf's Daughter, regia di Albert S. Rogell (1929)
- Sonny Boy, regia di Archie Mayo (1929)
- The Time, the Place and the Girl, regia di Howard Bretherton (1929)
- Rivista delle nazioni (The Show of Shows), regia di John G. Adolfi (1929)